# Една Гест
Една Мери Гест (Dr. Edna Mary Guest, Лондон, 1883 — 29. мај 1958, Торонто) била је канадска докторица, хирург, пожртвовани учесник Великог рата у саставу Болнице шкотских жена, носилац је војних одликовања, и председница Федерације жена лекара Канаде, у два наврата.

## Живот и каријера
Рођена је 1883. у Лондону, у канадској покрајини Онтарио. Завршила медицину на Универзитету Торонто у Торонту, 1910. године. После постдипломских студија на Универзитету Харвард и лекарског стажа у Болници за жене и децу у Бостону, придружила се Канадској медицинској мисији у Индији (Ludheana), у којој је радила као професор анатомије и доцент на хирургији на Медицинском факултету за жене (Women’s Medical College).
Иако је на почетку Првог светског рата Др Една одбијена да као лекарка буде у саставу санитета британске војске, она је захваљујући упорности току рата постала, у чину капетана, члан хируршке екипе у болници Нортхемптоншир у Хјустону (Енглеска), у којој је активно радила од 1915. до 1917. године.
Као лекарка са великим мисионарским и медицинским искуством, др Една се на њихов предлог прикључила Комитету Болнице шкотских жена за службу у иностранству. Као члан овог комитета, убрзо је постављена за руководиоца Болнице шкотских жена — Јединица „Корзика” у којој је радила од 31. октобра 1917. до 9. јануара 1918. године.
Потом по потреби службе са Корзике прелази у Рејмон, Француска, где је преузела место лекара у Болници шкотских жена у Рејмону. У овој болници задржала се кратко, од 1. јула 1918. до 1. августа 1918. године. 
Након завршетка Првог светског рата др Гест се вратила у Канаду и 1919. отворила приватну праксу,  као прва жена која је ангажована у новооснованој медицинској служби у Торонту у Болници медицинског факултета (Women’s College Hospital). У овој болници др Гест је постала шеф Специјалног одељења за венерична обољења. 
Преминула је у Торонту, 29. маја 1958. године у 75 години живота.

## Признања
За посебне заслуге хуманости у медицинској мисији др Една Мери Гест је одликована: 
- Орденом Британске империје (OBE – the Order of British Empire).

Као велики борац за равноправност жена и положај жена лекара у Канади, др Една Гест бирана је 1940. и 1941. године за председницу Федерације жена лекара Канаде (Federation of Medical Women of Canada).